# Твіддивізі
Тведе Дивізі (нід. Tweede Divisie – укр. Другий дивізіон) — третя за ієрархією футбольна ліга у Нідерландах.
Тведе дивізі є найвищою аматорською (і історично найнижчою професійною) футбольною лігою в Нідерландах. Заснована у 1956 році разом з Ередивізі та Еерстедивізі. Між 1956 і 1960 роками та між 1962 і 1966 роками ліга складалася з двох дивізіонів: Тведе Дивізі A та Тведе Дивізі B. Лігу було розформовано в 1971 році. Шість клубів піднялися до Еерстедивізі (De Volewijckers, FC Eindhoven, FC VVV, FC VVV, Fortuna Vlaardingen, PEC і Roda JC), а інші одинадцять стали аматорськими клубами. 
У 2016 році Тведе Дивізі було відновлено та сьогодні вона існує як найвища аматорська ліга, покликана полегшити перехід між аматорським і професійним футболом. Відтоді вона стала третьою лігою нідерландського футболу яка за рівнем вище ліги Топкласе, яку було перейменовано на Дердедивізі, і ліги Гофткласе, яку було знижено до третьої аматорської ліги.